# Luigi Galvani

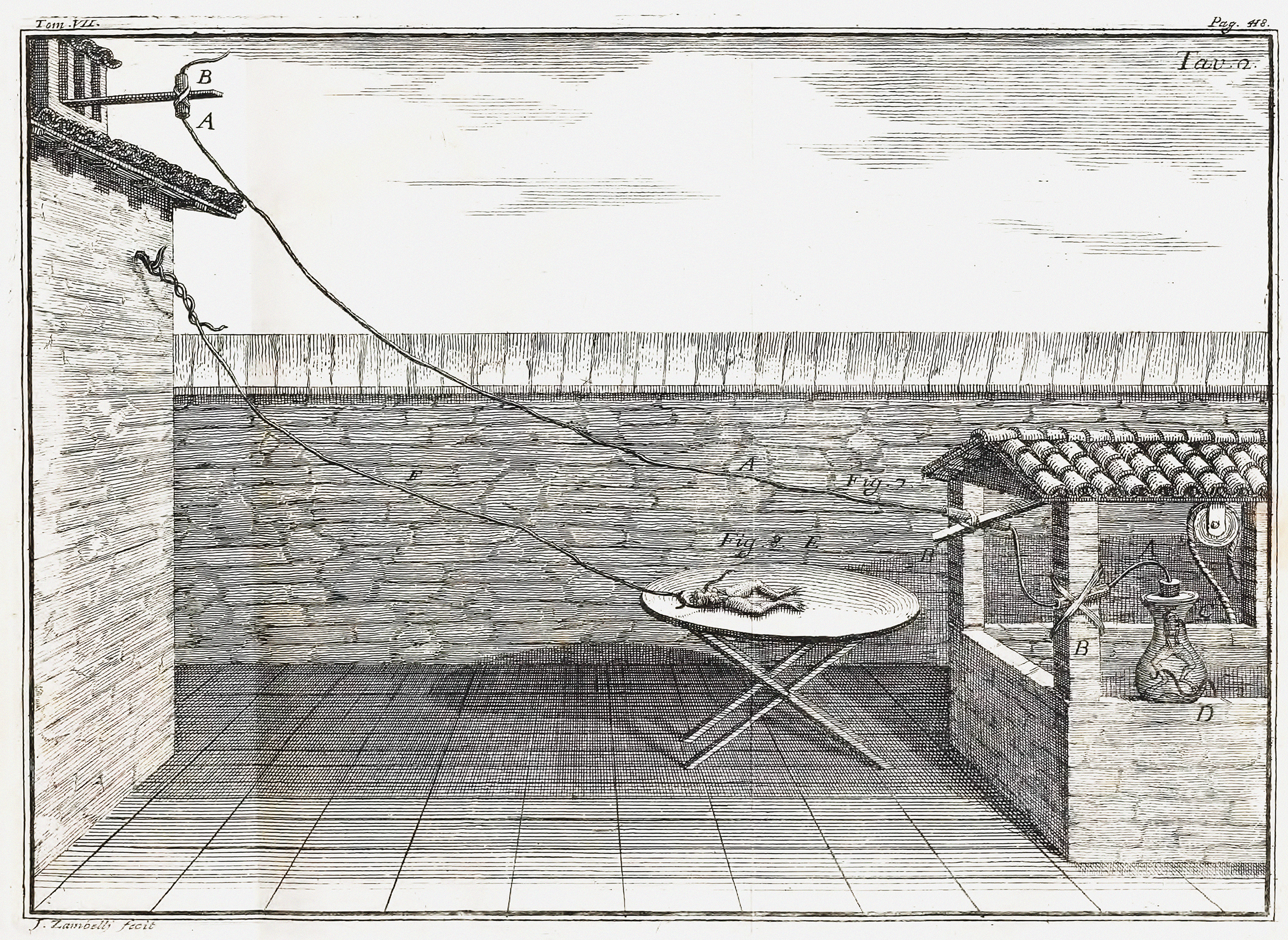
Zestaw do doświadczenia Galvaniego z elektrycznością zwierzęcą

Luigi Galvani (ur. 9 września 1737 w Bolonii, zm. 4 grudnia 1798 tamże) – włoski lekarz i naukowiec: fizjolog oraz fizyk, tercjarz franciszkański.
Odkrył istnienie zjawisk elektrycznych w tkankach zwierzęcych, przez co zwrócił uwagę uczonych na nową dziedzinę wiedzy, nazwaną później elektrochemią.

## Życiorys
Od 1763 roku był profesorem na Uniwersytecie Bolońskim. Podczas badań anatomicznych żab dokonał słynnego odkrycia zjawiska pobudzenia elektrycznego narządów, które przypisywał – błędnie – tzw. elektryczności zwierzęcej. Mimo że sama hipoteza była błędna, przyspieszyła znacznie prace nad badaniem elektryczności, w szczególności zainspirowały one Alessandra Voltę do badań, które doprowadziły do skonstruowania pierwszej baterii elektrycznej. Wynik badań oraz swoją teorię elektryczności zwierzęcej ogłosił w traktacie De viribus electricitatis in motu musculari commentarius („Komentarz na temat siły elektrycznej powodującej ruchy mięśni”), opublikowanym w siódmym tomie materiałów Instytutu Nauk w Bolonii w 1791 roku (Bon. Sci. Art. Inst. Acad. Comm., 7 (1791), s. 363–418).